# William Watson Ogilvie

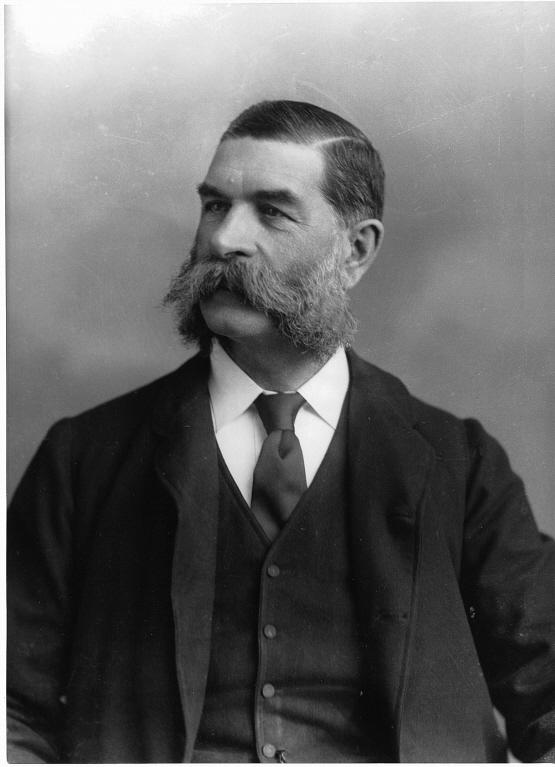
William Watson Ogilvie

William Watson Ogilvie (ur. 15 lutego 1835, zm. 12 stycznia 1900) – kanadyjski oficer milicji i przedsiębiorca.
William Ogilvie był najwybitniejszym przedstawicielem rodziny kanadyjskiej szkockiego pochodzenia, której przedsiębiorstwo stało się największym dystrybutorem zboża i producentem mąki w Kanadzie w końcu XIX w.
Ojciec Williama, Alexander, wyemigrował ze Szkocji w 1800. Jego rodzina osiadła w Dolnej Kanadzie i zajęła się rolnictwem. Już rok później w 1801 Ogilvie zbudowali niewielki młyn. Był on początkiem wielopokoleniowego zaangażowania w kanadyjski przemysł zbożowy. W 1811 Alexander, ojciec Williama, wraz ze swym wspólnikiem i przyszłym teściem Johnem Watsonem zbudował duży młyn w okolicach Montrealu. Alexander miał jedenaścioro dzieci, z których William był dziesiątym. Ostatecznie przedsiębiorstwo po ojcu odziedziczyli William i jego dwaj bracia – Alexander Walker Ogilvie i John Ogilvie.
Młody William pozostawał pod profesjonalną opieką swego wuja, brata matki, Williama Watsona. Watson był inspektorem zbożowym w Montrealu. William ucząc się w szkole średniej jednocześnie terminował u niego, poznając tajniki rzemiosła zbożowego. W 1857 podążając śladami starszych braci, dołączył do milicji w Montrealskiej Kawalerii. Brał udział w granicznych potyczkach z fenianami. Za zasługi militarne został nagrodzony orderem Service Medal.
Odcięcie Wielkiej Brytanii od dostaw zboża z Rosji w związku z wojną krymską w 1884 spowodowało znaczne zapotrzebowanie na dostawy zboża z Kanady. Bracia Ogilvie, którzy w 1885 przejęli przedsiębiorstwo od odchodzącego na emeryturę ojca, szybko rozwinęli je w dobrze prosperujący biznes. Do roku 1860 zgromadzili wystarczający kapitał, by rozwinąć przedsiębiorstwo do rangi jednego z największych w regionie. W 1868 William wraz ze starszym bratem Alexandrem Walkerem wybrał się w podróż do Europy, odwiedzając także i Węgry, które w tym czasie przodowały w technologii młynarskiej. Nowa technologia, w której zamiast kamiennych kół młyńskich zastosowano stalowe bębny, zainteresowała braci. Zastosowali tę innowację także i w swoich młynach. Wkrótce mąka ich produkcji zaczęła przewyższać jakością produkty ich konkurentów. Przewaga została należycie wykorzystana. Przedsiębiorstwo zaczęło rozszerzać się na zachód. W 1872 otwarto olbrzymi młyn w Ontario, którego dzienna produkcja wynosiła 500 beczek mąki. Wkrótce powstały następne. W 1877, gdy firma wkroczyła na rynek Manitoby, była już największym przedsięwzięciem tego typu w Kanadzie. W czasie gdy najstarszy z braci, Alexander Walker, zaangażował się w życie polityczne, dwaj młodsi kierowali przedsiębiorstwem. William stanął na czele oddziału wschodniego w Montrealu, a John – zachodniego w Ontario.
Wielką i znakomicie wykorzystaną szansą dla przedsiębiorstwa była budowa Kolei Transkanadyjskiej. Canadian Pacific Railway zaoferowało przedsiębiorcom zbożowym darmową dzierżawę ziemi wzdłuż linii kolejowej pod budowę stacji elewatorów zbożowych, pod warunkiem, że każdy z nich posiadać będzie objętość co najmniej 25 000 buszli. Jednocześnie CPR zaadaptowało praktykę uniemożliwiającą ładowanie wagonów bezpośrednio z wozów farmerskich, a tylko z elewatorów. Ogilvie natychmiast zaczęli budować sieć elewatorów. Przed upływem roku mieli już zbudowanych 45 stacji przeładunkowych, kontrolując 10% przepływu zboża w Manitobie. Do końca stulecia Ogilivie Flour Mills była największą kanadyjską firmą zbożową, posiadającą dziesiątki młynów, magazynów i ponad 70 elewatorów, daleko wyprzedzając swą konkurencję. Miała także znakomitą reputację, a jej produkty cieszyły się zasłużoną sławą.
William Watson Ogilvie był jednym z najbogatszych i najbardziej wpływowych Kanadyjczyków swej doby. Popierając partię konserwatywną, wspierał ją wysokimi subwencjami. Zaangażowany był także w inną działalność gospodarczą, społeczną i charytatywną. W latach 1893–1894 pełnił funkcję prezydenta Izby Handlowej Quebecu. Był także dyrektorem Bank Of Montreal i Montreal Transportation Company oraz The North British and Mercantile Insurance Company. Jego działalność charytatywna obejmowała dziesiątki donacji pieniężnych, z których największe kierowane były dla Uniwersytetu McGill i Winnipeg General Hospital.
Umierając w 1900 pozostawił olbrzymią fortunę, składającą się z lokat bankowych, posiadłości, kolekcji dzieł sztuki, wycenianą na prawie 1,5 miliona dolarów.
Firma Ogilvie Flour Company przetrwała swoich założycieli i z czasem rozrosła się do olbrzymiego koncernu produkcji wyrobów spożywczych.